# ادیلسون (بازیکن فوتبال، زاده ۱۹۸۶)
ادیلسون (انگلیسی: Edílson؛ زادهٔ ۲۷ ژوئیهٔ ۱۹۸۶) بازیکن فوتبال اهل برزیل است.
از باشگاه‌هایی که در آن بازی کرده‌است می‌توان به باشگاه فوتبال اتلتیکو پارانائنزه، باشگاه فوتبال بوتافوگو، باشگاه فوتبال گرمیو، باشگاه ورزشی ویتوریا، باشگاه فوتبال کورینتیانس، و باشگاه فوتبال اتلتیکو مینیرو اشاره کرد.